# Delosperma pubipetalum
Delosperma pubipetalum är en isörtsväxtart som beskrevs av L. Bol.. Delosperma pubipetalum ingår i släktet Delosperma, och familjen isörtsväxter. Inga underarter finns listade i Catalogue of Life.